# Wilhelm Tranel
Wilhelm Tranel SVD (* 24. August 1902 in Klein-Stavern, Landkreis Emsland; † 6. Februar 1944 in der Bismarcksee) war ein deutscher römisch-katholischer Geistlicher, Steyler Missionar und Märtyrer.

## Leben
Wilhelm Tranel wirkte als Steyler Missionar in der Papua-Neuguinea-Mission. Nach der Besetzung Neuguineas durch die japanischen Invasionstruppen 1942 wurde er zusammen mit Bischof Franziskus Wolf und zahlreichen Mitbrüdern und Missionsschwestern in einem Sammellager auf der Vulkaninsel Manam interniert, wo sie an Unterernährung litten und an Malaria erkrankten. Am 5. Februar gingen sie unter Protest auf das japanische Transportschiff Yorishime Maru, das am 6. Februar nachts von der amerikanischen Luftwaffe angegriffen wurde. Es starben 46 Menschen, darunter Wilhelm Tranel. Eine Gedenkstätte befindet sich in Alexishafen.
Tranel hinterließ ethnographische und sprachliche Aufzeichnungen, die postum gedruckt wurden.

## Gedenken
Die Römisch-katholische Kirche in Deutschland hat Pater Wilhelm Tranel als Märtyrer in das deutsche Martyrologium des 20. Jahrhunderts aufgenommen.

## Veröffentlichungen
- (postum) Völkerkundliche und sprachliche Aufzeichnungen aus dem moándo-Sprachgebiet in Nordost-Neuguinea. In: Anthropos 47, 1952, S. 447–473.